# Kylie Ireland
Kylie Ireland (Boulder, 26 maggio 1970) è un'ex attrice pornografica, regista e conduttrice radiofonica statunitense.

## Biografia
Kylie Ireland è figlia unica di genitori di origine irlandese, che divorziarono quando lei aveva 13 anni. Di carattere ribelle già in giovane età, visse per un po' di tempo da suo padre, fintanto che questi la mandò dalla madre che intanto si era risposata, a San Diego, in California. Durante i suoi studi universari di giornalismo si mise ad arrotondare lo stipendio con lavori extra come spogliarellista in locali notturni e a lavorare per dei videoclub.
Il suo impegno come stripper le permise di conoscere l'attrice Juli Ashton, che l'aiuterà ad entrare nel mondo del porno. I suoi primi due film furono L'il Ms. Behaved e Up & Cummers 10 (film nel quale debutta Jenna Jameson). Dopo quasi 80 film al suo primo anno, decide di tornare in Colorado, poco dopo, iniziano ad arrivare i primi premi, come l'AVN Award del 1995 per miglior attrice rivelazione. Nel 1997 ha condotto l'edizione annuale degli AVN Awards.
Dal 1995 al 2001 interpreta pellicole importanti come Cashmere, In the flesh, Edge play e New wave hookers 6, sempre in quell'anno fu inserita tra le 50 migliori pornostar di tutti i tempi. Nel 2004 debutta alla regia con The whore next door, film nel quale l'attrice si esibisce in performance mai esibite prima, come le doppie penetrazioni (doppia vaginale e doppia anale), prestazioni che continuerà con il premiato Corruption, che la vede anche in regia.
Dopo essere entrata nella Hall of Fame dell'AVN nel 2005, fondò una sua compagnia cinematografia, la SlutWerkz. Negli ultimi anni la Ireland ha lavorato per contenuti per adulti in internet e a diversi programmi radiofonici.

## Riconoscimenti
- AVN Awards
- 1995 – Best New Starlet[4]
- 2005 – Hall of Fame[5]
- 2008 – Best Oral Sex Scene (film) per Layout[6]
- 2008 – Best Supporting Actress (film) per Layout[7]
- XRCO Award
  - 2006 – Hall of Fame[8]
  - 2008 – MILF of the Year[9]

Altri premi
- 1993 – Cutty Sark Dance Performer of the Year
- 1995 – F.O.X.E. Awards – Vixen
- 1996 – F.O.X.E. Awards – Fan Favorite
- 2002 – Rocky Mtn Oyster Hall of Fame
- 2004 – KSEX Radio – Best Radio Voice
- 2005 – KSEX Radio – Best Insight into the Adult Business
- 2006 – Adam Film World Guide – Most Outrageous Series; Twisted as Fuck (Director/Performer)
- 2006 – Adam Film World Guide – Best Movie; Corruption (Producer)
- 2006 – CAVR Awards – Scene of the Year (Corruption)
- 2006 – Beverly Hills Outlook Film Producer of the Year; Corruption (Producer)
- 2006 – Beverly Hills Outlook Performance Artist of the Year; Corruption (Performer)
- 2007 – AVN Awards – Best Feature; Corruption (Producer)
- 2007 – NightMoves – Triple Play Award (Dancing/Performing/Directing)
- 2007 – NightMoves – Best Feature Production/Fan's Choice; Corruption (Producer)
- 2008 – AVN Awards – Best DVD extras – Upload (Producer)
- 2008 – AVN Awards – Best Feature – Upload (Producer/Production Designer)
- 2008 – AVN Awards – Best Supporting Actress (film) – Layout
- 2008 – AVN Awards – Best Oral Scene (film) – Layout
- 2009 – Nightmoves Best All Girl Release/Editor's Choice – Violation of Kylie Ireland
- 2010 – Legends of Erotica Hall of Fame
- 2010 – AVN Awards – Best Feature; The 8th Day (Producer/Production Designer)

## Filmografia

### Attrice
- Anal Persuasion (1994)
- Babewatch 1 (1994)
- Babewatch 2 (1994)
- Big Knockers 8 (1994)
- Blonde Justice 3 (1994)
- Cherry Pie (1994)
- Chug-a-lug Girls 5 (1994)
- Crazy With The Heat 3 (1994)
- Crew Sluts (1994)
- Dinner Party 1 (1994)
- Fantasy Chamber (1994)
- Fourth Vixxen (1994)
- Ghosts (1994)
- Girls From Hootersville 7 (1994)
- Heart Breakers (1994)
- High Heel Harlots 4 (1994)
- Jiggly Queens 2 (1994)
- Kinky Fantasies (1994)
- Legend 5 (1994)
- Lil' Ms. Behaved (1994)
- Lusty Ladies (1994)
- Mighty Man (1994)
- Nasty (1994)
- Never Say Never (1994)
- Never Say Never...Again (1994)
- New Ends 8 (1994)
- Night Crawlers (1994)
- Pajama Party X 1 (1994)
- Pajama Party X 3 (1994)
- Passion (1994)
- Peepshow (1994)
- Picture Perfect (1994)
- Poison (1994)
- Private Performance (1994)
- Provocative (1994)
- Pussy Clips 6 (1994)
- Rainwoman 7 (1994)
- Rainwoman 8 (1994)
- Reality And Fantasy (1994)
- Sexual Healing (1994)
- Sexy Nurses 2 (1994)
- Seymore and Shane do Ireland (1994)
- Stand Up (1994)
- Star (1994)
- Stiff Competition 2 (1994)
- Submission (1994)
- Titty Slickers 2 (1994)
- Tongue in Cheek (1994)
- Up And Cummers 10 (1994)
- Voyeur 2 (1994)
- Western Nights (1994)
- Yankee Rose (1994)
- A is For Asia (1995)
- Ace Mulholland (1995)
- Adult Video News Awards 1995 (1995)
- Adventures of Studman 2 (1995)
- Adventures of Studman 3 (1995)
- Babewatch 4 (1995)
- Backdoor Diaries (1995)
- Bad Company (1995)
- Big Knockers 10 (1995)
- Big Knockers 20 (1995)
- Big Knockers 21: Best of Lesbians 2 (1995)
- Big Knockers 9 (1995)
- Big Pink (1995)
- Blindfold (1995)
- Cheater (1995)
- Crazy Love (1995)
- Decadent Obsession (1995)
- Dirty Bob's Xcellent Adventures 23 (1995)
- Drifter (1995)
- Erotic Escape (1995)
- F Zone (1995)
- First Time Ever 1 (1995)
- Flesh Shopping Network (1995)
- Girl's Affair 7 (1995)
- Go Ahead Eat Me (1995)
- Hometown Honeys 6 (1995)
- Initiation of Kylie (1995)
- Overtime 29: North Pole (1995)
- Overtime: Dyke Overflow 3 (1995)
- Pajama Party X 2 (1995)
- Playmates of the Rich And Famous (1995)
- Risque Burlesque (1995)
- Sex Party (1995)
- Shave Tails 1 (1995)
- Sorority Stewardesses (1995)
- Tender Loving Care (1995)
- Up And Cummers 18 (1995)
- Valley Girl Connection (1995)
- Car Wash Angels 1 (1996)
- Cat Lickers 4 (1996)
- Cheerleader Strippers (1996)
- Deep Inside Sindee Coxx (1996)
- Dirty Dyanna (1996)
- First Time Ever 2 (1996)
- Hollywood Halloween Sex Ball (1996)
- Immortal Lust (1996)
- More Sorority Stewardesses (1996)
- Naked Desert (1996)
- Naked Pleasure (1996)
- Night Fantasy (1996)
- Nightshift Nurses 2 (1996)
- Petite And Sweet 8 (1996)
- Pussy Clips 12 (1996)
- Sex Stories (1996)
- Skin Dive (1996)
- Smells Like... Sex (1996)
- Smooth Ride (1996)
- Sorority Sex Kittens 3 (1996)
- Talk Dirty to Me 10 (1996)
- Telephone Expose (1996)
- Triple X 9 (1996)
- Twist Of Fate (1996)
- Visions Of Seduction (1996)
- Adult Video News Awards 1997 (1997)
- Bad Behaviour (1997)
- Cum One Cum All 1 (1997)
- Daydreams Nightdreams (1997)
- Deep Inside Felecia (1997)
- Deep Inside Shayla LaVeaux (1997)
- Dirty Bob's Xcellent Adventures 29 (1997)
- Dirty Bob's Xcellent Adventures 30 (1997)
- Face Jam (1997)
- Fan FuXXX 4 (1997)
- Maxed Out 6 (1997)
- Nina Shayla And Kylie's Barcelona Home Video (1997)
- Philmore Butts Taking Care Of Business (1997)
- Private Strippers (1997)
- Show Me (1997)
- Timeless (1997)
- Triple X 25 (1997)
- Voyeur's Favorite Blowjobs And Anals 1 (1997)
- American Dream Girls (1998)
- Cashmere (1998)
- Dreamers 2: Awakening (1998)
- First Time Ever 4 (1998)
- First Time Ever 6 (1998)
- Hard Driven (1998)
- In the Flesh (1998)
- Just One More Time (1998)
- Pleasure Pit (1998)
- Promotions Company 1510: Kylie (1998)
- Still Insatiable (1998)
- Whoppers (1998)
- 69th Parallel (1999)
- All American Pie (1999)
- Deep Inside Kylie Ireland (1999)
- Loads of Fun 27 (1999)
- Mis Spelled (1999)
- Peepers (1999)
- Something About Kylie (1999)
- Torn (1999)
- White Lightning (1999)
- An Affair With Kylie Ireland (2000)
- Ass Kissers 3 (2000)
- Becoming Wet (2000)
- Blondes Blowin and Ballin (2000)
- Blue Aphrodite (2000)
- Dance Naked (2000)
- Erotica (2000)
- Flash (2000)
- It Had To Be You (2000)
- New Wave Hookers 6 (2000)
- No Man's Land 32 (2000)
- Puritan Magazine 27 (2000)
- Raw (2000)
- Roadshow: Jenna Jameson (2000)
- Taxi Dancer (2000)
- Tushy Girl Lost (2000)
- Uninhibited Girl (2000)
- Vengeance (2000)
- Welcum to Chloeville 3 (2000)
- Wet Dreams 9 (2000)
- 3 On A Honeymoon (2001)
- Anal Adventure (2001)
- Babewatch 13 (2001)
- Babewatch 14 (2001)
- Bad Wives 2 (2001)
- Beauty and the Bitch (2001)
- Bend Over and Say Ahh 3 (2001)
- Chasing The Big Ones 11 (2001)
- Club Sin (2001)
- Confessions (2001)
- Devil's Tail (2001)
- Ecstasy Girls 6 (2001)
- Ecstasy Girls Raw and Uncensored 1 (2001)
- Edge Play (2001)
- Exposed (2001)
- Fallen Angels (2001)
- Gate (2001)
- Girl's Affair 59 (2001)
- Hung Wankenstein (2001)
- I Love Lesbians 10 (2001)
- My Plaything: Kylie Ireland (2001)
- Naked Hollywood 11: Wedding Bell Blues (2001)
- Neon Bed (2001)
- Once A Year (2001)
- One Sleepless Night (2001)
- Pandora's Box (2001)
- Phantom Love (2001)
- Porn-o-matic 2001 (2001)
- Rainwoman 16 (2001)
- Raw 1 (2001)
- Roadblock (2001)
- Shocking Truth (2001)
- To Steal a Kiss (2001)
- United Colors Of Ass 8 (2001)
- Walk Away Renee' (2001)
- Whispering Hearts (2001)
- Whore of the Rings 1 (2001)
- XXX Training (2001)
- 100% Blowjobs 5 (2002)
- Adult Video News Awards 2002 (2002)
- Bankable (2002)
- Circle of Lust (2002)
- Crime and Passion (2002)
- Cursed (2002)
- Double Vision (2002)
- Ecstasy Girls Platinum 3 (2002)
- Firebox (2002)
- Fluffy Cumsalot, Porn Star (2002)
- Girl Show 2: Art Of Female Masturbation (2002)
- Going Down (2002)
- Hayseed (2002)
- Heart Strings (2002)
- Load Warriors (2002)
- Love Muffins (2002)
- Money Shots (2002)
- Naked Hollywood 12: Gonna Find Out Whos Naughty or Nice (2002)
- Naked Hollywood 13: Obsession (2002)
- Naked Hollywood 14: Playing The Part (2002)
- New Girls in Town 3 (2002)
- Nina Hartley's Private Sessions 1 (2002)
- Nina Hartley's Private Sessions 2 (2002)
- Play With Fire (2002)
- Serenity's Roman Orgy (2002)
- Something So Right (2002)
- Turning Point (2002)
- Being Porn Again (2003)
- Canvas (2003)
- Club Freak (2003)
- Dawn of the Debutantes 4 (2003)
- Hardcore Climax 1 (2003)
- Jaw Breakers 1 (2003)
- Life (2003)
- Nina Hartley's Private Sessions 3 (2003)
- Nina Hartley's Private Sessions 4 (2003)
- No Man's Land 39 (2003)
- North Bound In Your Mouth (2003)
- Young Eager Beavers (2003)
- Ass Wreckage 1 (2004)
- Ass Wreckage 2 (2004)
- Award Winning Sex Scenes (2004)
- Defiled In Style (2004)
- Epiphany (2004)
- Firebush 1 (2004)
- Going Down With Love (2004)
- Lickity Slit (2004)
- Munch (2004)
- Nina Hartley's Guide to Double Penetration (2004)
- Nina Hartley's Guide to Masturbation (2004)
- Nina Hartley's Guide to Spanking (2004)
- Nina Hartley's Private Sessions 12 (2004)
- Pussy Lickin Good (2004)
- Spunk Drunk (2004)
- Strapped (2004)
- Tune Up (2004)
- Vivid Girl: Janine (2004)
- Whore Next Door (2004)
- 8 Ball (2005)
- Backwash Babes (2005)
- Clam Smackers (2005)
- Cumvert (2005)
- KSEX 1: Sexual Frequency (2005)
- Lauren Phoenix's Fuck Me (2005)
- Mind Fuck (2005)
- Nina Hartley's Guide to Erotic Bondage (2005)
- Nina Hartley's Private Sessions 17 (2005)
- Nina Hartley's Private Sessions 18 (2005)
- No Man's Land 40 (2005)
- On Your Knees Bitch (2005)
- Oral Operator (2005)
- Pretty Mess (2005)
- Revenge of the Dildos (2005)
- Secret Lives of Porn Stars (2005)
- Signature Series 11: Kylie Ireland (2005)
- Str8 Shots 2 (2005)
- Assume the Position (2006)
- Bitch and Moan 1 (2006)
- Blush (2006)
- Breast Obsessed (2006)
- Corruption (2006)
- Deep Inside (2006)
- Fly Spice: The Virgin Flight (2006)
- Grudge Fuck 6 (2006)
- Lessons in Love (2006)
- Missionary Impossible (2006)
- Naughty Office 5 (2006)
- O: The Power of Submission (2006)
- Open For Anal 2 (2006)
- Rack 'em Up (2006)
- Sex Fest (2006)
- Squirts So Good 1 (2006)
- Tailgunners (2006)
- Take It All (2006)
- Twisted as Fuck (2006)
- Ultimate Poker Babes: Adult Stars Strip-Off (2006)
- American Daydreams 5 (2007)
- Anal Sex Movie (2007)
- Ass Invaders 2 (II) (2007)
- Badass School Girls 2 (2007)
- Cheating Housewives 4 (2007)
- Girl Gangs (2007)
- Girls in White 2007 1 (2007)
- Kayden's First Time (2007)
- Layout (2007)
- Nina Hartley's Advanced Guide to Anal Sex for Men and Women (2007)
- Nina Hartley's Guide to the Perfect Orgy (2007)
- Perfect Creatures (2007)
- Saturday Night Beaver (2007)
- Shorty Iz Fuckin Yo Mama 2 (2007)
- Sick Chixxx (2007)
- Toy Boxes 2 (2007)
- Upload (2007)
- Women Seeking Women 33 (2007)
- All About Anal 5 (2008)
- Bitch and Moan 2 (2008)
- Black Booty 2 (2008)
- Calipornication (2008)
- Century 69 (2008)
- Cougar Club 1 (2008)
- Cougars 3 (2008)
- Dirty Big Butt Teachers 3 (2008)
- Dirty Over 30 1 (2008)
- Hitting the G Spot (2008)
- Icon (2008)
- Intense Desires (2008)
- Lesbian Adventures: Strap-On Specialist (2008)
- Lesbian Chronicles 2 (2008)
- Lesbian Confessions 2 (2008)
- Lesbian Daydreams 1 (2008)
- Lesbian Office Seductions 1 (2008)
- Lesbians Love Sex 1 (2008)
- MILF Bone 2 (2008)
- MILF-O-Maniacs 2 (2008)
- Mommy Rearest (2008)
- Mother Load 4 (2008)
- My First Sex Teacher 13 (2008)
- Rivals 1 (2008)
- Seasoned Players 4 (2008)
- Sounds of Obsession (2008)
- Stalker (2008)
- Women Seeking Women 39 (2008)
- 8th Day (2009)
- Battle of the Superstars: John Holmes vs. Peter North (2009)
- Bitchcraft 7 (2009)
- Black Rayne (2009)
- College Guide to MILFs (2009)
- Deviant (2009)
- Dreams of Sunrise (2009)
- Dude, I Banged Your Mother 1 (2009)
- Everything Butt 6786 (2009)
- Everything Butt 6787 (2009)
- Everything Butt 7101 (2009)
- Everything Butt 7258 (2009)
- Gangbang Squad 15 (2009)
- Girlvana 5 (2009)
- In the Butt 2 (2009)
- Legends and Starlets 1 (2009)
- MILF Squad (2009)
- My Sister's Lover (2009)
- No Man's Land MILF Edition 3 (2009)
- Pop Shots 10 (2009)
- Porn Stars...Ultimate Sex Partners 2 (2009)
- Predator 3 (2009)
- Seduced by a Cougar 11 (2009)
- Violation of Kylie Ireland (2009)
- White Mommas 2 (2009)
- You've Got a Mother Thing Cumming 3 (2009)
- Anal Acrobats 5 (2010)
- Assterpiece Theatre 2 (2010)
- Blacks on Cougars 2 (2010)
- Captured Cougars (2010)
- Cougar Lesbians (2010)
- Deep Anal Abyss 3 (2010)
- Dirty Games XXX (2010)
- Everything Butt 8474 (2010)
- Family Chronicles 4: The Boss (2010)
- Heat That Devours (2010)
- Hit Me with Your Best Squirt 2 (2010)
- Lesbian Lipstick Seduction 3: MILF and Teen Edition (2010)
- Lesbians Love Sex 5 (2010)
- MILF Worship 10 (2010)
- Mommy and Me (2010)
- Mommy Blows Best 4 (2010)
- Net Skirts 4.0 (2010)
- No Use Crying Over Spilled MILFs (2010)
- Scorned (2010)
- Tristan Taormino's Expert Guide to Female Orgasms (2010)
- Wife Switch 11 (2010)
- Cougar Safari (2011)
- Dude, I Banged Your Mother 4 (2011)
- Finger Lickin Girlfriends 1 (2011)
- Hardcore Bangers (2011)
- Kiss of the Strangler (2011)
- Playboy Radio 3 (2011)
- Tristan Taormino's Expert Guide to Advanced Anal Sex (2011)
- Watching My Mommy Go Black 8 (2011)
- Babe Buffet: All You Can Eat (2012)
- Cougars Wit Ass (2012)
- Legendary Lesbians (2012)
- MILF Slam 2 (2012)
- Sexpionage (2012)
- Stacked MILFs 1 (2012)
- Star Wars XXX: A Porn Parody (2012)
- This Ain't The Expendables XXX (2012)
- Grade a MILFs (2013)
- Iron Man XXX: An Axel Braun Parody (2013)
- Lesbian Sinners 4 (2013)
- Mom Needs It Bad (2013)
- Mother Knows Best (2013)
- Rookie Swingers 2 (2013)
- Spider-Man XXX 2: An Axel Braun Parody (2013)
- This Ain't Terminator XXX (2013)

### Regista
- Ass Wreckage 1 (2004)
- Ass Wreckage 2 (2004)
- Defiled In Style (2004)
- Open For Anal 1 (2004)
- Taste Her Ass 1 (2004)
- Whore Next Door (2004)
- Ass Wreckage 3 (2005)
- On Your Knees Bitch (2005)
- Taste Her Ass 2 (2005)
- Taste Her O-Ring (2005)
- Bitch and Moan 1 (2006)
- Butt Bitches (2006)
- Double Shocker 3 (2006)
- Nassty Dreams 1 (2006)
- Nassty Dreams 2 (2006)
- Open For Anal 2 (2006)
- Sex Fest (2006)
- Squirts So Good 1 (2006)
- Take It All (2006)
- Twisted as Fuck (2006)
- Ass Invaders 1 (2007)
- Ass Invaders 2 (II) (2007)
- Double Violation (2007)
- Hot Squirts 4 (2007)
- On Your Knees Bitch 2 (2007)
- Sick Chixxx (2007)
- Total Ass Wreckage (2007)
- Toy Boxes 2 (2007)
- Wide Open For Anal (2007)
- All About Anal 5 (2008)
- Bitch and Moan 2 (2008)
- Mommy Rearest (2008)
- 3's Not a Crowd (2013)